# Nikołaj Marr
Nikołaj Jakowlewicz Marr (ros. Николай Яковлевич Марр, ur. 25 grudnia 1864?/6 stycznia 1865 w Kutaisi, zm. 20 grudnia 1934 w Leningradzie) – gruziński i radziecki archeolog i językoznawca, pochodzenia szkockiego.

## Życiorys
Specjalizował się w badaniach języków kaukaskich, za wybitne osiągnięcia na tym polu mianowany w 1900 profesorem uniwersytetu w Petersburgu, a od 1909 także członkiem Petersburskiej Akademii Nauk. Przyjmował monogenetyczne pochodzenie języków. Około 1920 sformułował hipotezę języków jafetyckich. Swoje osiągnięcia w dużym stopniu jednak zaprzepaścił, tworząc pseudonaukową teorię językoznawczą, tzw. „nową naukę o języku”, nazwaną później marryzmem.

## Znaczenie
Został skrytykowany w artykule prasowym z czerwca 1950 Marksizm a zagadnienia językoznawstwa podpisanym przez Józefa Stalina, a którego rzeczywistym autorem był gruziński językoznawca Czikobawa.